# Озоровиці
Озоровиці (пол. Ozorowice) — село в Польщі, у гміні Вішня-Мала Тшебницького повіту Нижньосілезького воєводства.
Населення — 397 осіб (2011).
У 1975-1998 роках село належало до Вроцлавського воєводства.

## Демографія
Демографічна структура станом на 31 березня 2011 року:
|          | Загалом | Допрацездатний вік | Працездатний вік | Постпрацездатний вік |
| -------- | ------- | ------------------ | ---------------- | -------------------- |
| Чоловіки | 204     | 49                 | 147              | 8                    |
| Жінки    | 193     | 40                 | 122              | 31                   |
| Разом    | 397     | 89                 | 269              | 39                   |